# 莱国
莱国，又称莱子国、莱夷，是莱夷所建立的諸侯國。

## 历史
莱国在周代以前，统治中心在昌乐、临朐县附近。东部可以到达龙口的沿海地区。周初，姜太公受封于齐国，建都营丘，位于今昌乐县境内。因为距离莱都较近，莱国屡次进犯营丘。春秋时期，在齐国强大之后打败了莱国，攻占了位于今平度西边的领土。因此，莱公迫不得已迁都。前567年，莱被齐国灭亡。

## 莱国君主
- 莱共公（？─前567年）：莱国末代君主，名浮柔。[5]前571年，齐灵公派遣嫁给齐大夫的宗女和同姓大夫的妻子至鲁国为齐姜送葬，召见莱子（莱国国君）。莱子不参加会见，所以晏弱在东阳筑城来逼迫莱国。前567年，齐国晏弱攻打莱国，莱共公逃亡到棠地。

## 莱国大臣
- 正輿子

- 王湫

## 文化遗址

### 归城城址
位于山东省龙口市市区东南22公里归城姜家村东，莱山北麓。西周至春秋时期的古城城址，传为春秋时期莱国都城遗址。鲁襄公六年（公元前567年）莱国被齐国所灭。20世纪50年代尚残存断垣遗迹，分为外城和内城。现存内城西垣遗址土堆。外城在莱山北麓与凤凰山南、烟台顶、城子顶之间。城内多大型古墓葬。1951-1973年间多次发掘出土带铭文铜器及车马坑，坑内硃涂地面，有马骨、马衔车饰等。归城城址于2006年被国务院颁布为全国重点文物保护单位。